# Saison 5 de Dallas
Chronologie
Saison 4 Saison 6
Cet article présente les 26 épisodes de la cinquième saison de la série télévisée américaine Dallas.

## Distribution

### Acteurs principaux
- Barbara Bel Geddes : Ellie Ewing
- Patrick Duffy : Bobby Ewing
- Linda Gray : Sue Ellen Ewing
- Larry Hagman : J. R. Ewing
- Susan Howard : Donna Culver
- Steve Kanaly : Ray Krebbs
- Ken Kercheval : Cliff Barnes
- Victoria Principal : Pamela Barnes Ewing
- Charlene Tilton : Lucy Ewing

### Acteurs récurrents
- Priscilla Pointer : Rebecca Barnes Wentworth
- Jared Martin : Dusty Farlow
- Howard Keel : Clayton Farlow
- Audrey Landers : Afton Cooper
- Deborah Rennard : Sly Lovegren (à partir de l'épisode 2)
- Morgan Brittany : Katherine Wentworth (à partir de l'épisode 4)
- Dennis Patrick (en) : Vaughn Leland (à partir de l'épisode 6)
- Tom Fuccello (en) : Dave Culver
- Don Starr (en) : Jordan Lee
- Morgan Woodward: Marvin « Punk » Anderson
- Leigh McCloskey : Mitch Cooper (jusqu'à l'épisode 25)
- George O. Petrie (en) : Harv Smithfield
- William Smithers : Jeremy Wendell
- Dennis Redfield : Roger Larson (à partir de l'épisode 12)
- James Brown : Dét. Harry McSween

## Fiche technique

### Réalisateurs
- Irving J. Moore (10 épisodes)
- Leonard Katzman (6 épisodes)
- Larry Hagman (2 épisodes)
- Michael Preece (en) (3 épisodes)
- Patrick Duffy (2 épisodes)
- Joseph Manduke (1 épisode)
- Harry Harris (1 épisode)
- Victor French (1 épisode)

### Scénaristes
- Arthur Bernard Lewis (en) (7 épisodes)
- Leonard Katzman (6 épisodes)
- David Paulsen (en) (3 épisodes)
- Howard Lakin (3 épisodes)
- Linda Elstad (3 épisodes)
- Will Lorin (3 épisodes)
- Bruce Shelly (1 épisode)

## Épisodes

### Épisode 1:L'héritier a disparu
- États-Unis : 9 octobre 1981 sur CBS

- Mary Crosby (Kristin Shepard, non créditée)
- Barbara Babcock (Liz Craig)
- Barry Corbin (Shérif Fenton Washburn)

- C'est la première fois que Susan Howard (Donna Culver) est mentionnée dans le générique du début.
- Malgré sa courte apparition en flash-back, Mary Crosby dans le rôle muet de Kristin Shepard ne figure pas au générique. En toute logique, celle-ci n'aurait ensuite jamais dû réapparaître dans la série si le tout dernier épisode de la saison finale tourné en 1991 ne la faisait intervenir une ultime fois dans un scénario uchronique.
- Sans raison apparente, Lucy, quittant son mari à Dallas pour regagner le foyer familial dans l'avant-dernier épisode de la saison précédente, a manifestement mis plusieurs jours pour rejoindre Southfork.

### Épisode 2:Un seul être vous manque
- États-Unis : 16 octobre 1981 sur CBS

- Barry Corbin (Shérif Fenton Washburn)
- Fern Fitzgerald (Marilee Stone)

- Le titre original Gone, But Not Forgotten (littéralement : "Disparu mais à jamais dans les mémoires") est une épitaphe très répandue qui se réfère ici plus particulièrement à la mort de Kristin.
- Pour un certain nombre d'épisodes à venir, Jock n'interviendra désormais qu'au cours de conversations téléphoniques sans être vu ni entendu (l'acteur Jim Davis était déjà décédé depuis plusieurs mois avant que ce volet ne soit diffusé).
- Bien que mentionné dans le générique, Leigh McCloskey n'apparaît pas dans cet épisode.
- Dans le rôle de la secrétaire Sly Lovegren, promis à un certain étoffement en cours de série, Deborah Rennard intervient ici pour la première fois.

### Épisode 3:San Angelo
- États-Unis : 23 octobre 1981 sur CBS

- C'est le premier épisode où Miss Ellie et Clayton Farlow font connaissance.
- À la neuvième minute, au cours d'un plan nocturne du ranch Southern Cross, on entrevoit brièvement un technicien clap en main intervenir par erreur dans le champ.

### Épisode 4:Le Petit Garçon perdu
- États-Unis : 30 octobre 1981 sur CBS

- Barry Nelson (Arthur Elrod)
- Edward Winter (Dr Frank Waring)
- Donegan Smith (John Jackson)

- Le titre original de cet épisode Little Boy Lost est également celui du classique américain Le Petit Garçon perdu réalisé en 1953 par George Seaton avec Bing Crosby et Claude Dauphin.
- Consultant un agent d'adoption, Bobby l'appelle "M. Jackson" alors que sa plaque sur son bureau est inscrite au nom de "Jack Johnson".
- Morgan Brittany dans le rôle de Katherine Wentworth, demi-sœur de Pamela et de Cliff, intervient ici pour la première fois.
- Bien que mentionnée au générique, Charlene Tilton ne joue pas dans cet épisode.

### Épisode 5:Que la vengeance est douce
- États-Unis : 6 novembre 1981 sur CBS

- Barbara Babcock (Liz Craig)
- Edward Winter (Dr Frank Waring)
- Gretchen Wyler (Dr Dagmara Conrad)
- Art Hindle (en) (Jeff Farraday)

- Le titre original de cet épisode The Sweet Smell of Revenge (littétalement : "le doux parfum de la vengeance") est un détournement de celui du film américain Le Grand Chantage (Sweet Smell of Success) réalisé en 1957 par Alexander Mackendrick avec Burt Lancaster et Tony Curtis.
- Une photo de Mary Crosby (non créditée au générique) dans le rôle de Kristin est montrée à l'écran.
- Dans la scène où Dusty se projette un film le montrant pratiquant le rodéo sont utilisés des extraits du volet 8 de la saison 3 justement intitulé Rodéo.
- Bien que mentionnée au générique, Susan Howard ne figure pas dans cet épisode.

### Épisode 6:Scepticisme
- États-Unis : 13 novembre 1981 sur CBS

- Edward Winter (Dr Frank Waring)
- Gretchen Wyler (Dr Dagmara Conrad)
- Art Hindle (en) (Jeff Farraday)

- Ce volet marque le notable retour de Dennis Patrick dans le rôle de Vaughn Leland qui, comme tant d'autres, avait juré la perte de J.R. avant de quitter Dallas dans le dernier épisode de la saison 3.
- C'est la première fois qu'est évoqué le veuvage de Clayton Farlow.
- Lui proposant de s'associer à elle, Donna cite à Ray, dans la V.O. comme dans la V.F., trois exemples de couples travaillant main dans la main, célèbres aux États-Unis mais quasi inconnus en Europe : fictifs pour Nick et Nora Charles, limiers de la série de comédies policières inaugurée par L'Introuvable (The Thin Man, 1934), et Mr. & Mrs. North, série télévisée débutée en 1952 ; réel pour le couple de comédiens formé des années 1920 au milieu des années 1960 par George Burns et Gracie Allen.

### Épisode 7:Pris au piège
- États-Unis : 20 novembre 1981 sur CBS

- Gretchen Wyler (Dr Dagmara Conrad)
- Art Hindle (en) (Jeff Farraday)

### Épisode 8:Le Partage
- États-Unis : 27 novembre 1981 sur CBS
- France : 2 novembre 1983 sur TF1 le samedi à 20H35

- Gretchen Wyler (Dr Dagmara Conrad)
- Art Hindle (en) (Jeff Farraday)
- Ted Shackelford (Gary Ewing)
- Joan Van Ark (Valene Clements Ewing)

- À noter que, si 10 actions sont bien accordés au petit-fils John Ross, qui n'est encore qu'un bébé, la petite-fille Lucy, pourtant majeure, ne s'offusque pas le moins du monde de n'en recevoir aucune.
- Il est pour la première fois énoncé le nom complet de Miss Ellie : Eleonor Southfolk Ewing.
- Des extraits du volet 8 de la saison 3 sont à nouveau utilisés en tant que film souvenir de Dusty.
- Lors de sa première diffusion à la télévision française, cet épisode sera le tout dernier diffusé le samedi soir pour ne plus entraver la fréquentation des cinémas en week-end. Les épisodes suivants seront désormais diffusés les mercredis, même heure, même chaîne.

### Épisode 9:Cinq dollars par baril
- États-Unis : 4 décembre 1981 sur CBS
- France : 11 janvier 1984 sur TF1 le mercredi à 20H35

- Gretchen Wyler (Dr Dagmara Conrad)
- Art Hindle (en) (Jeff Farraday)
- Ted Shackelford (Gary Ewing)
- Edward Winter (Dr Frank Waring)

- Des extraits du volet 8 de la saison 3 sont utilisés pour la troisième fois en tant que film souvenir de Dusty.
- Sans raison apparente, les puits jusque là appelés "Ewing 23" ont été rebaptisés "Ewing 6".
- Cet épisode contredit le partage tel qu'établi dans le précédent : Ray affirme à un moment que les 10 parts de John Ross reviennent à Miss Ellie alors que leur gestion revenait en priorité à J.R.
- Ce volet marque un notable changement dans la grille de programme de sa première diffusion à la télévision française : du samedi soir à 20 h 35, la série passe désormais au mercredi, même heure, même chaîne (son succès grandissant ayant commencé à entraver la fréquentation des cinémas le week-end).

### Épisode 10:Le Nouveau Départ
- États-Unis : 11 décembre 1981 sur CBS

- Barry Nelson (Arthur Elrod)
- Gretchen Wyler (Dr Dagmara Conrad)
- Art Hindle (en) (Jeff Farraday)

- C'est la première fois que l'on voit un piano dans le salon familial.
- Charlene Tilton et Ken Kercheval sont mentionnés au générique sans apparaître dans l'épisode.
- A environ 2 minutes et 13 secondes, on peut apercevoir un micro juste au-dessus de Bobby et Pamela.

### Épisode 11:Waterloo à Southfork
- États-Unis : 18 décembre 1981 sur CBS

- Gretchen Wyler (Dr Dagmara Conrad)
- Patty McCormack (Evelyn Michaelson)
- Barry Nelson (Arthur Elrod)

- Présente dans une seule séquence, Charlene Tilton n'y prononce que deux courtes répliques.

### Épisode 12:La Réception
- États-Unis : 1er janvier 1982 sur CBS

- Edward Winter (Dr Frank Waring)

- Cet épisode fut diffusé un peu moins d'un an après le décès de Jim Davis dont le personnage de Jock lui survécut hors-champ pendant tous ces mois.

### Épisode 13:La Recherche
- États-Unis : 8 janvier 1982 sur CBS

- Soutenant le souvenir du personnage de Jock, divers extraits des saisons précédentes montrant Jim Davis ont été adjoints au montage en tant que flash-back. Parmi ceux-ci, on entrevoit Mary Crosby dans le rôle de Kristin.
- Valene intervient dans une conversation téléphonique sans être vue ni entendue.
- Ken Kercheval est mentionné au générique sans jamais apparaître.
- L'épisode est dédié à la mémoire de Jim Davis.

### Épisode 14:Problèmes
- États-Unis : 15 janvier 1982 sur CBS

- Le titre original Denial (littéralement "le déni") fait plus particulièrement référence au refus de Miss Ellie à officialiser la mort de son mari.
- Sur un document administratif, on voit le prénom de Kristin orthographié "Kristen".

### Épisode 15:Chef de famille
- États-Unis : 22 janvier 1982 sur CBS

- Ray Wise (Blair Sullivan)
- Gretchen Wyler (Dr Dagmara Conrad)

### Épisode 16:Réussite
- États-Unis : 29 janvier 1982 sur CBS

- Fern Fitzgerald (Marilee Stone)

- C'est la première fois que nous est présenté le bureau de Jock, voire qu'il en est fait mention.
- La référence au mythe du Phénix du titre original annonce bien sûr le retour en force de J.R.

### Épisode 17:Mon père, mon fils
- États-Unis : 5 février 1982 sur CBS

- Barbara Babcock (Liz Craig)
- Fern Fitzgerald (Marilee Stone)
- Patty McCormack (Evelyn Michaelson)

- Quand la question de l'existence de parents de la défunte Kristin est soulevée, Bobby ne mentionne que Sue Ellen sans faire la moindre allusion à leur mère, pourtant présente dans plusieurs épisodes.
- À noter la séquence d'aérobic à laquelle participe Pamela : en 1982, date de la toute première diffusion de ce volet, cette discipline connaît justement son pic de popularité.
- Bien que mentionnée au générique, Barbara Bel Geddes n'apparaît à aucun moment.

### Épisode 18:L'Anniversaire
- États-Unis : 12 février 1982 sur CBS

- Barbara Babcock (Liz Craig)
- Patty McCormack (Evelyn Michaelson)

- L'âge de Sue Ellen, 34 ans, est ici confirmé : la vidéo de son concours de beauté la dit âgée de 20 ans pendant que J.R. affirme que l'événement date de 14 ans. Lors du tournage de l'épisode, l'actrice Linda Gray était pourtant déjà dans sa petite quarantaine.

### Épisode 19:L'Adoption
- États-Unis : 19 février 1982 sur CBS

- Art Hindle (en) (Jeff Farraday)
- Fern Fitzgerald (Marilee Stone)
- Ray Wise (Blair Sullivan)
- Herb Vigran (juge Thornby)

### Épisode 20:L'Exploit
- États-Unis : 26 février 1982 sur CBS

- Art Hindle (en) (Jeff Farraday)
- Fern Fitzgerald (Marilee Stone)
- Ray Wise (Blair Sullivan)

### Épisode 21:Le Retour
- États-Unis : 5 mars 1982 sur CBS

- Art Hindle (en) (Jeff Farraday)
- Fern Fitzgerald (Marilee Stone)
- Ray Wise (Blair Sullivan)

- Le titre original de l’épisode The Prodigal (littéralement: "le fils prodigue") détourne celui d’une parabole biblique bien connue.
- Dans le bureau de J.R., on aperçoit sur son poste de télévision un encombrant magnétoscope : la première diffusion de ce volet coïncide avec le début de la démocratisation massive de la vidéo domestique sur bande magnétique dont la suprématie fut un temps disputée par les formats V2000, Betamax et VHS, finalement acquise par ce dernier dans l’année 1981.

### Épisode 22:Revanche
- États-Unis : 12 mars 1982 sur CBS

- Art Hindle (en) (Jeff Farraday)
- Fern Fitzgerald (Marilee Stone)
- Ray Wise (Blair Sullivan)

### Épisode 23:Chantage
- États-Unis : 19 mars 1982 sur CBS

- Art Hindle (en) (Jeff Farraday)
- Fern Fitzgerald (Marilee Stone)
- Jonathan Goldsmith (Joe Smith)
- Tom Stern (Détective White)

### Épisode 24:Enquête
- États-Unis : 26 mars 1982 sur CBS

- Fern Fitzgerald (Marilee Stone)
- Jonathan Goldsmith (Joe Smith)
- Tom Stern (Détective White)

- Valene intervient dans un bref échange téléphonique sans être vue ni entendue.

### Épisode 25:L'Accord
- États-Unis : 2 avril 1982 sur CBS

- Jonathan Goldsmith (Joe Smith)
- Tom Stern (Détective White)

- Mettant apparemment fin à ses apparitions dans la série, le personnage de Mitch Cooper (joué par Leigh McCloskey) fera néanmoins de ponctuels retours dans une poignée d'épisodes de la saison 8 et dans un tout dernier au milieu de la saison 12.

### Épisode 26:Adieu Monsieur Barnes
- États-Unis : 9 avril 1982 sur CBS

- Fern Fitzgerald (Marilee Stone)
- Karlene Crockett (Muriel Gillis)